# Lazi, Petnjica
Lazi este un sat din comuna Petnjica, Muntenegru. Conform datelor de la recensământul din 2003, localitatea are 99 de locuitori (la recensământul din 1991 erau 130 de locuitori).

## Demografie
În satul Lazi locuiesc 83 de persoane adulte, iar vârsta medie a populației este de 45,3 de ani (41,8 la bărbați și 48,9 la femei). În localitate sunt 40 de gospodării, iar numărul mediu de membri în gospodărie este de 2,48.
Această localitate este populată majoritar de sârbi (conform recensământului din 2003).
|  |

| Demografie | Demografie | Demografie |
| An         | Locuitori  | Locuitori  |
| ---------- | ---------- | ---------- |
|            |            |            |
|            |            |            |
|            |            |            |
|            |            |            |
| 1948       | 386        |            |
| 1953       | 436        |            |
| 1961       | 461        |            |
| 1971       | 311        |            |
| 1981       | 251        |            |
| 1991       | 130        | 130        |
| 2003       | 99         | 99         |

| \| Componența etnică conform recensământului din 2003[2] \| Componența etnică conform recensământului din 2003[2] \| Componența etnică conform recensământului din 2003[2] \| Componența etnică conform recensământului din 2003[2] \| Componența etnică conform recensământului din 2003[2] \| \| ----------------------------------------------------- \| ----------------------------------------------------- \| ----------------------------------------------------- \| ----------------------------------------------------- \| ----------------------------------------------------- \| \| \| \| \| \| \| \| Sârbi \| Sârbi \| \| 75 \| 75,75% \| \| Muntenegreni \| Muntenegreni \| \| 22 \| 22,22% \| \| necunoscută \| necunoscută \| \| 1 \| 1,01% \| |              |  |    |        |
| Componența etnică conform recensământului din 2003 |              |  |    |        |
| |              |  |    |        |
| Sârbi | Sârbi        |  | 75 | 75,75% |
| Muntenegreni | Muntenegreni |  | 22 | 22,22% |
| necunoscută | necunoscută  |  | 1  | 1,01%  |